# Passiflora eggersii
Passiflora eggersii är en passionsblomsväxtart som beskrevs av Hermann August Theodor Harms. Passiflora eggersii ingår i släktet passionsblommor, och familjen passionsblomsväxter. Inga underarter finns listade i Catalogue of Life.